# Hertig Karl (staty)

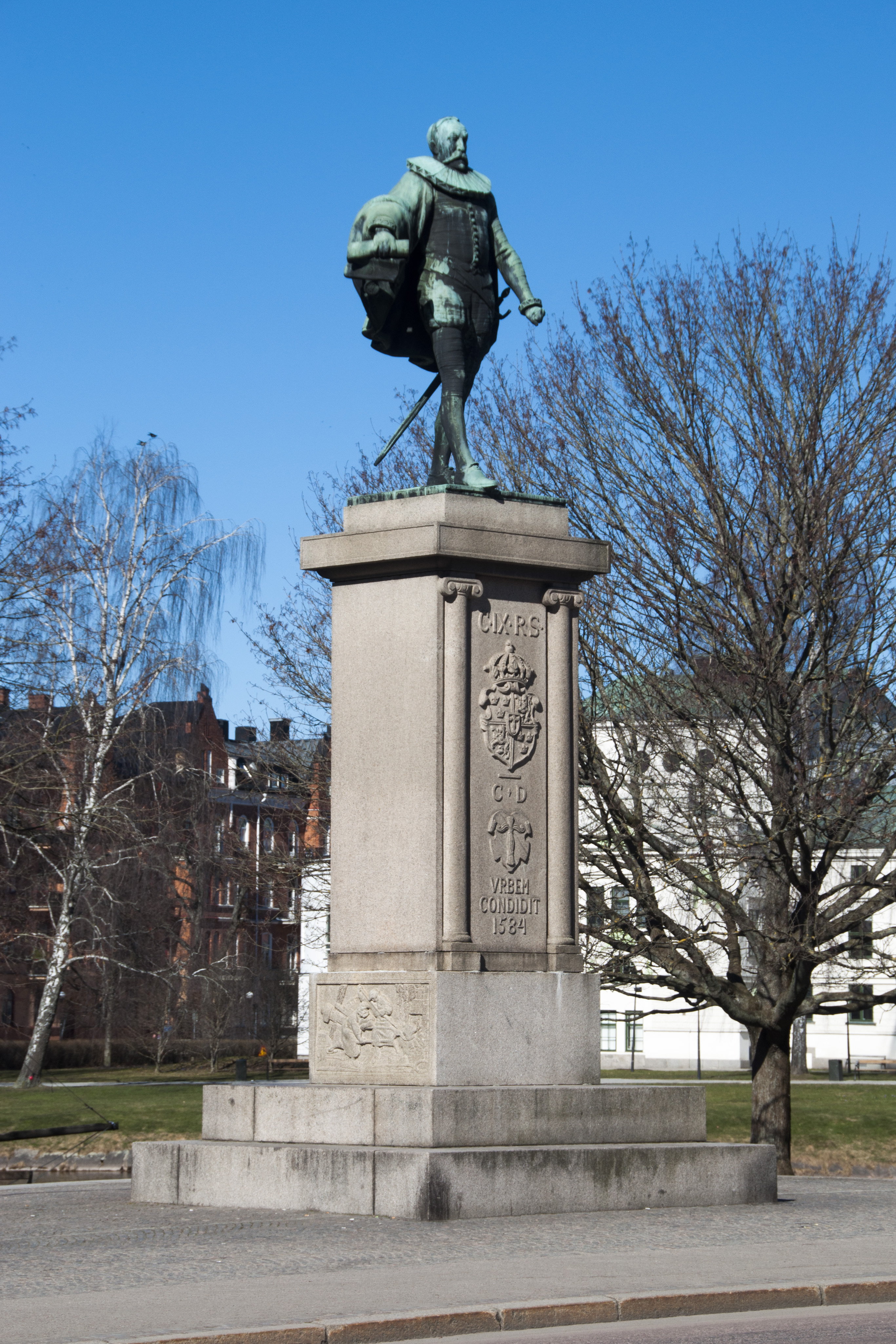
Karl IX:s staty i Karlstad.

Hertig Karl är en staty i centrala Karlstad föreställande Karl IX. Den invigdes den 19 juni 1926. Redan 1908 beslutade Karlstads stadsfullmäktige att en staty föreställande Karl IX skulle resas som påminnelse att han 1584 gav Karlstad stadsprivilegier. Christian Eriksson fick uppdraget att färdigställa en staty efter inrådan av Anders Zorn. Staden saknade dock pengar, och först 1924 kunde statyn beställas. Placeringen av statyn var dock inte fastlagd. Man tillverkade därför en pappersmodell som kunde flyttas runt mellan de olika föreslagna platserna. Arkitekten Ragnar Östberg var en av flera som förordade en placering framför residenset, där den färdiga bronsstatyn sedan också placerades.